# Спивак, Рита Соломоновна
Ри́та Соломо́новна Спива́к (род. 4 апреля 1937, Орёл) — российский литературовед, доктор филологических наук, профессор (1994—2015) заведующая кафедрой русской литературы (1997), филологического факультета Пермского университета. Основатель научного направления по исследованию типологии философских жанров.

## Биография
Мать — Анна Рувимовна Литвина (1898—1992), машинистка; отец Соломон Матвеевич Литвин (1886—1960), часовой мастер, репрессирован по 58-й статье УК РСФСР как «враг народа», в 1937 году осуждён на 3 года. Семья эвакуировалась в Молотов в 1941 году. Окончила школу № 7 и историко-филологический факультет Пермского университета (1959), ученица Р. В. Коминой.
В 1963—1966 годах проходила аспирантуру Московского университета.
C 1968 года — кандидат филологических наук (диссертация «И. А. Бунин и Л. Толстой. (Наблюдения над соотношением художественных стилей)»), с 1992 года — доктор филологических наук (диссертация «Русская философская лирика. 1910-е гг.»), c 1994 года — профессор кафедры русской литературы филологического факультета ПГУ.
С 24 декабря 1996 по 20 сентября 1997 года исполняла обязанности заведующего кафедрой русской литературы Пермского университета. В 2015 году вышла на пенсию.

## Личная жизнь
Первым браком была замужем за инженером Анатолием Николаевичем Балашовым. Второй муж — Лев Волькович Спивак, физик. Дочь — Моника Львовна Спивак (род. 1961), доктор филологических наук.

## Научные интересы
Основные научные интересы: теория и история философских жанров, поэтика русской литературы начала XX в., творческое наследие И. А. Бунина, национальные типажи в русской литературе XIX–XX вв. В Пермском университете основатель — научного направления по исследованию типологии философских жанров.
Являлась членом диссертационных советов по защите докторских диссертаций при Уральском государственном университете и Уральском государственном педагогическом университете, главным редактором «Вестника Пермского университета» (серия «Литературоведение»).
Автор монографии «Русская философская лирика. Проблемы типологии жанров» (1985), учебных пособий «А. Блок. Философская лирика 1910-х гг.» (1978), «Дооктябрьская лирика В. В. Маяковского» (1980) и 70 статей, среди них «Грозный Космос Бунина» (1995), «Архитектоническая форма в работах Бахтина и понятие метажанра» (1997), «Философская пародия И. Бродского» (1997), «Классовое и общечеловеческое в русском литературном процессе 1910-х гг.» (1997), «И. А. Бунин в интерпретациях русского литературоведения 1990-х гг.» (1998), «Ранний Маяковский и экспрессионизм: тенденция „деструктивной образности“» (1998), «Жанровая теория Г. Н. Поспелова и философский метажанр» (1999), «Понятие „мусор“ в русском символизме и акмеизме» (1999), «Идея и образ Бога в лирике И. Бунина» (2000) и др.

## Избранные публикации
- Спивак Р. С. Русская философская лирика: Проблемы типологии жанров. Красноярск: Изд-во Краснояр. ун-та, 1985. 140 с.
- Спивак Р. С. Русская философская лирика. 1910-е годы. Изд. 2-е. М.: Флинта; Наука, 2005. 407 с.
- Спивак Р. С. Образ Храма в лирике Бунина // Образ Храма в европейской культуре и литературе. Ченстохов, 2001. С. 86–95.
- Спивак Р. С. Болезнь, боль и слезы в творчестве Л. Андреева // Как болеют и лечатся люди в культуре и литературе. STUDIA LITTERARIA POLONO SLAVIKA.6. SOW, WARSZAWA, 2001. С. 261–270.
- Спивак Р. С. Феномен творчества в осмыслении русской литературы начала XX в. // Науч. докл. высш. шк. Филологические науки. 2001. № 6. С. 13-21.
- Спивак Р. С. «Иуда Искариот» Л. Андреева. Поэтика и интерпретация // «SINE ARTE NIHIL»: сб. науч. тр. Белград; Москва, 2002. С. 284–302.
- Spivak R. Русский и еврейский менталитет в координатах пространства литературы // История. Культура. Литература. Иерусалим, 2004. С. 179–188.
- Спивак Р. С. Городская окраина в русской культуре конца XIX — начала XX века // Геопанорама русской культуры. Провинция и её локальные тексты. М., 2004. С. 545–560.
- Спивак Р. С. Чехов и идея смирения в русской литературе XIX века // ДИАЛОЗИ С ЧЕХОВ: 100 ГОДИНИ ПО-КЪСНО. София, 2004. С. 99-108.
- Спивак Р. С. И. Анненский-лирик как русский экзистенциалист // Иннокентий Фёдорович Анненский. 1855–1909. Материалы и исследования. М.: Изд-во Лит. ин-та им. М. Горького, 2009. С. 57–66.
- Спивак Р. С., Кропотина Ю. А. Высокая дидактика И. А. Новикова // Вестн. Перм. ун-та. Российская и зарубежная филология. 2010. Вып. 5 (11), С. 129–140.
- Спивак Р. С. Русская литература конца XIX — начала XX века. Художник и литературный процесс: учеб. пособие / Р. С. Спивак; Перм. гос. ун-т. Пермь, 2011. 196 с. ISBN 978-5-7944-1633-6.[3]